# Cronica Regum Mannie et Insularum

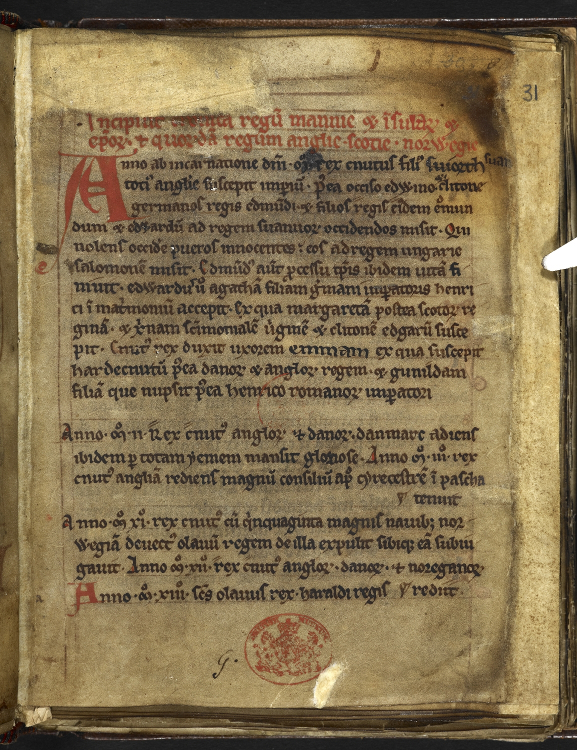
Pagina 31 recto uit de Cronica Regum Mannie et Insularum

Cronica Regum Mannie et Insularum (Latijn voor „koningskronieken van Man en de eilanden”) is de naam waaronder het middeleeuwse manuscript BL Cotton Julius A vii bekendstaat. Dit handschrift biedt een overzicht van de geschiedenis van het Koninkrijk Man en de Eilanden ten tijde van de invasies van het Keltische eiland Man door de Vikingen, alsook een summiere opsomming van de bisschoppen van Sodor en Man tussen de 11e en de 14e eeuw. Daarnaast bevat het manuscript een overzicht van de landerijen (limites) van de Abdij van Rushen. Er vallen in totaal zes verschillende kopiisten te onderscheiden, die waarschijnlijk allen in de Abdij van Rushen werkten, dewelke een afsplitsing van de Abdij van Furness was. De Cronica Regum Mannie et Insularum is het enig bekende document dat een gedetailleerde beschrijving van dit koninkrijk geeft. Sodor („zuidelijke eilanden”) is een in onbruik geraakte verzamelterm voor de Hebriden, Man en de kleine eilandjes in de Ierse Zee, die diende ter onderscheiding van Norðr („noordelijke eilanden”), waarmee Orkney en Shetland bedoeld werd.

## Geschiedenis

Het Koninkrijk Man en de Eilanden, eind 11e eeuw

De Abdij van Rushen werd omstreeks 1134 gesticht als dochter van de Abdij van Furness op het vasteland. In de 13e eeuw genoot Furness een verregaande autonomie; deze abdij bezat de bevoegdheid om de bisschop van Sodor en Man te benoemen. Wat de oorspronkelijke bronnen waren waaruit voor de kronieken werd geput, is niet bekend; sommige informatie die niet tot het eiland Man beperkt is, is klaarblijkelijk aan de Kronieken van Melrose ontleend. In het bijzonder voor de oudste delen van de geschiedenis, die over de komst van Godred Crovan en diens afstammelingen in de 11e eeuw handelen, is de kroniek op mondelinge overlevering gebaseerd. Hier vertoont de geschiedenis nog betrekkelijk veel aantoonbare fouten: de kroniek beweert bijvoorbeeld dat Magnus I van Noorwegen anno 1027 Svein Estridsen versloeg, hetgeen in werkelijkheid in het jaar 1046 geschiedde, en dat de edellieden van het eilandenrijk in 1075 een afvaardiging naar de Ierse koning Muircheartach O’Brien zonden om hem te verzoeken, een regent te benoemen in afwachting van de meerderjarigheid van Olaf Crovan – dit gebeurde echter in 1095. Naarmate de beschreven gebeurtenissen voor de monniken minder ver in het verleden lagen, zijn er meer historische aanknopingspunten, zoals de zonsverduistering van woensdag 2 augustus 1133, waarvan echter gesteld wordt dat die in hetzelfde jaar als de stichting van de Abdij van Rievaulx plaatsgreep (die in 1132 werd opgericht).
Elke perkamentbladzijde van de kronieken en de limites meet ongeveer 15 bij 13 cm en bevat meestal 26 regels, met een gemiddelde van negen à tien woorden per regel. De lijst van bisschoppen is onregelmatiger en in een groter letterformaat geschreven. De gaten in het perkament waren reeds in het origineel aanwezig en duiden niet op verloren gegane tekst. In de kroniek vallen vijf schrijffasen te onderscheiden: het boek werd bijgewerkt in 1257, 1274, 1275, 1313 en 1316. Sommige gedeelten van de bisschoppenlijst werden kennelijk door kopiisten geschreven die ook aan de kroniek hadden gewerkt. In de lijst van bisschoppen werd blad 52 verso leeg gelaten, met de bedoeling het later aan te vullen.
De titel Cotton Julius is afkomstig van Sir Robert Cotton, die zijn manuscripten volgens de namen van Romeinse keizers rangschikte. Cotton overleed in 1631, en op dat moment was het manuscript eigendom van de antiquair Roger Dodsworth uit York, blijkens een aantekening uit 1620. Diens vrouw was de kleindochter van George Stanley, gouverneur van Man. Het is niet onwaarschijnlijk dat bisschop John Meyrick het manuscript aan historicus William Camden schonk, auteur van een werk getiteld Britannica uit 1586. Camden noemde het werk Chronicon regum Manniae: de kroniek van de koningen van Man; dit was de eerst bekende titel die het werk kreeg. Hoe het boek uiteindelijk bij Dodsworth terechtkwam, is onduidelijk. Het vertoont sporen van de brand die de Cotton Library anno 1731 gedeeltelijk verwoestte; in 1753 werd deze bibliotheek door de British Library overgenomen, die er tot op heden de eigenaar van is.

## Kroniek van de koningen van Man en de Eilanden
Het incipit luidt: „Incipit cronica regum mannie et insularum” en kondigt aan dat de kroniek de geschiedenis van de bisschoppen en koningen van Engeland, Schotland en Noorwegen verhaalt. Knoet de Grote zou in het jaar 1000 de heerschappij over heel Engeland verkregen hebben (in werkelijkheid 1016). In 1028 (1011 volgens de kroniek) onderwierp hij tevens Denemarken en Noorwegen. In 1032 woedde op vele plaatsen in Engeland een onblusbare brand. Knoet stierf op 13 november 1035, waarbij Engeland onder zijn zonen Harold Hazenvoet en Hardeknoet werd verdeeld. Laatstgenoemde werd afgezet omdat hij te veel tijd in Denemarken doorbracht, maar volgde Harold na diens dood op.

### Godred Crovan
Van de 6e tot de 10e eeuw was Man achtereenvolgens een Welsh territorium en een gebied dat bestuurd werd door de Gall Gaidheil, een bevolking die was ontstaan door het versmelten van Kelten en Vikingen. De Vikingvorst Orry zou in de 10e eeuw het Manxe parlement in het leven hebben geroepen. Deze vroegmiddeleeuwse geschiedenis van Man wordt in de kronieken niet behandeld. Het eiland wordt voor het eerst vermeld bij de bespreking van de Slag bij Stamford Bridge in 1066; ene Godred genaamd Crovan, zoon van Harald de Zwarte van „ysland”, zou uit het strijdgewoel ontsnapt zijn en naar prins Godred op Man gevlucht, alwaar op dat moment een zekere Godred, zoon van Sytric aan de macht was:
De qua fuga quidam godredus cognomento crouan filius haraldi nigri de ysland fugiens uenit ad godredum filium sytric qui tunc regnabat in Mannia
Het is onwaarschijnlijk dat met „ysland” IJsland wordt bedoeld; wellicht stamde Godred Crovans vader van het eiland Islay. De kopiist twijfelde aan de identiteit van Sytric, aangezien zijn naam in het handschrift doorstreept is en er in de marge Fingal werd geschreven. In datzelfde jaar 1066 (dat echter niet expliciet vermeld wordt) werd Engeland door Willem van Normandië veroverd, die „de Engelsen tot eeuwige slavernij veroordeelde”.
Er volgt een beschrijving van Godred Crovans pogingen in 1079 om Man te veroveren. Crovans eerste aanval werd door de Manxmen afgeweerd. Bij zijn tweede poging zeilde hij met een groot aantal schepen bij nachte naar Ramsey en verborg hij driehonderd krijgers in een bosje. Bij dageraad stormden de Manxmen op hem af, niet wetend dat Crovan reservetroepen in het bos had, die de Manxmen in de rug aanvielen. De verslagen Manxe soldaten smeekten om hun leven; Godred Crovan, die destijds door Godred, zoon van Sytric (of Fingal), hartelijk ontvangen was, kreeg medelijden en spaarde de overlevenden. Hij schonk een deel van het zuiden van het eiland aan de Manxmen die hem geholpen hadden; de rest verdeelde hij onder zijn eigen troepen. Zo komt het dat Man tot op heden eigendom van de koning is. Crovan regeerde zestien jaar.

### Regentschap na Crovans dood
De zonen van Godred Crovan heetten Lagman, Harald en Olaf. Lagman regeerde zeven jaar, maar Harald trachtte hem van de troon te verstoten. Harald werd door Lagman verslagen, blind gemaakt en gecastreerd. Lagman kreeg echter wroeging om dit wreedaardige optreden en deed vrijwillig afstand van de troon. Hij stierf tijdens een pelgrimstocht naar Jeruzalem.
Aangezien Lagman overleden was en Harald niet in staat tot regeren, werd de minderjarige Olaf de troonopvolger. De Manxe edelen stuurden een delegatie naar Ierland met de vraag, een regent te benoemen. Koning Muircheartach O’Brien stelde een zekere Donald, zoon van Tadhg, aan, die zich echter tot een tiran ontpopte. Na drie jaar wanbeleid spanden de Manxmen samen en verdreven zij Donald van het eiland.
Anno 1097 stuurde Magnus III van Noorwegen ene Ingemund naar het eiland Lewis met de opdracht, Man te veroveren. Deze Ingemund pleegde talloze plunderingen, roven en verkrachtingen, en toen dit de Manxen ter ore kwam, overvielen zij hem op Lewis en verbrandden hem levend. In 1098 verscheen een komeet aan de hemel. Er werd een veldslag bij Saint Patrick’s Isle uitgevochten waarbij beide partijen omkwamen.
Magnus III wilde onderzoeken of het lichaam van Sint-Olaf ontbonden was en dwong de bisschoppen diens tombe te openen, waarop hij zag dat het lijk intact was. Die nacht verscheen Olaf aan Magnus in een visioen: indien hij Noorwegen niet binnen dertig dagen verliet, zou hij sterven. ’s Anderendaags verzamelde Magnus 160 schepen en zette koers naar de Orkneyeilanden, die hij onderwierp. In Man aangekomen, stiet hij op de lijken van de veldslag die kort voordien had plaatsgevonden. Hij vond Man echter dermate mooi, dat hij besloot er te gaan wonen. Magnus bouwde talrijke nieuwe bouwwerken. Voorts veroverde hij nog het Welse eiland Anglesey. Magnus regeerde zes jaar over het Koninkrijk Man en de Eilanden. De Ierse vorst Muircheartach onderwierp zich vrijwillig aan hem, maar Magnus kreeg ambities om het gehele eiland Ierland te veroveren. Toen hij onverhoeds zijn boot verliet, werd hij door Ierse chieftains gedood.

### Koning Olaf
Godred Crovans jonge zoon Olaf had middelerwijl onder de hoede van Willem II van Engeland geleefd. Na Magnus’ dood werd hij terug naar Man gehaald. In 1102 besteeg Olaf de troon, en dit luidde een grote bloeiperiode voor het koninkrijk in. Olaf was een rechtvaardig heerser en regeerde naar verluidt veertig jaar.
Olaf had talloze kinderen. Zijn wettelijke zoon bij zijn vrouw Affrica heette Godred. Bij zijn verschillende concubines kreeg hij de zonen Reginald, Lagman en Harald, alsook een dochter die met Somerled huwde, heerser van Argyll. Deze dochter „was de oorzaak van het ineenstorten van het algehele Koninkrijk der Eilanden”:
Quarum una nupsit sumeledo regulo herergaidel que fuit causa ruine totius regni insularum.
Koning Olaf werd anno 1152 vermoord door de samenzwerende zonen van zijn halfbroer Harald. Op dat moment was Olafs zoon Godred in Noorwegen aan het hof van Koning Inge te gast. De samenzweerders eisten dat Olaf de helft van het koninkrijk aan hen zou geven. Olaf was bereid tot onderhandelen, doch tijdens de dingvergadering nabij Ramsey hakte Reginald het hoofd van de koning af. Toen Godred uit Noorwegen terugkwam en op Orkney landde, riep de bevolking aldaar hem spontaan tot koning uit. Godred zeilde naar Man en doodde de moordenaars van zijn vader. Anno 1154 vatte Godred zijn 33 jaar durende regering aan.

### Koning Godred, zoon van Olaf
Er volgt een verslag van Godreds campagnes in Ierland en zijn autocratisch bewind. Thorfin, een van de chieftains, wilde Godred onttronen en Dougal op de troon plaatsen, de oudste zoon van Somerled en van de voornoemde dochter van Olaf. Dougal trok naar alle afzonderlijke eilanden en gijzelde overal te lande enkele inwoners. Het kwam tot een bloedige veldslag tussen Godred en Dougal, die echter onbeslist bleef. De twee besloten het koninkrijk in tweeën te verdelen. „Sedertdien tot op heden heeft het koninkrijk uit twee delen bestaan, en dit was de oorzaak van het verval van het koninkrijk.” In 1158 werd Godred door Somerled naar Noorwegen verjaagd.

#### Wonder van Machutus
Tussendoor wordt een mirakel van Sint-Machutus beschreven. Tijdens een plundertocht vernamen Somerled en een chieftain genaamd Gilcolm dat een hele hoop mensen zich in de kerk van Machutus nabij Ramsey bevond. Somerled weigerde, een heilige plaats te plunderen, maar Gilcolm had er geen problemen mee en bereidde voor ’s anderendaags een aanval op de kerk voor. Die nacht verscheen Sint-Machutus aan Gilcolm, vermaande hem en doorboorde zijn hart met zijn staf. Verschrikt door de dood van Gilcolm vluchtte Somerled weer naar zijn eigen territorium. Somerled werd in 1164 gedood tijdens een poging om heel Schotland te onderwerpen.

### Olaf en Reginald, zonen van Godred
In 1165 werd Godred kortstondig door zijn broer Reginald afgezet, maar na vier dagen versloeg Godred hem, maakte hem blind en ontmande hem. In augustus 1166 verschenen twee kometen en op 29 juni 1171 was er een hevige aardbeving. Datzelfde jaar werd Thomas Becket in de Kathedraal van Canterbury onthoofd.
Koning Godred stierf op 10 november 1187 en werd op Iona begraven. De jonge prins Olaf was de rechtmatige troonopvolger, maar Godred had tevens de buitenechtelijke zonen Reginald en Ivar. Reginald was veel ouder en de Manxmen waren bezorgd dat Olaf een te zwakke gezondheid had. Derhalve besloten ze Reginald tot koning uit te roepen. Reginald vocht in 1192 een veldslag met Angus uit, zoon van Somerled. Deze Angus zou in 1210 met zijn drie zonen sneuvelen.
John de Courcey was Reginalds schoonzoon en heer van Ulster, dat hij echter aan Walter de Lacy verloor en nimmermeer terugwon. Koning Jan van Engeland stuurde een vloot naar Ierland om het te onderwerpen, en een earl genaamd Fuco kreeg de opdracht om Man te plunderen. Koning Reginald was op dat ogenblik niet op het eiland aanwezig; twee weken lang werd Man door de troepen van Jan gebrandschat.
Vervolgens weidt de kroniek uit over de relatie tussen Reginald en Olaf. Olaf, die in feite de rechtmatige eigenaar van het koninkrijk was, kreeg van zijn broer als compensatie het eiland Lewis cadeau, dat weliswaar het grootste van het gehele rijk was, maar blijkbaar onherbergzaam en nauwelijks ontgonnen:
Reginaldus igitur dedit olauo fratri suo insulam quandam que uocatur lodhus que […] raris colitur inculis eo quod montuosa & saxosa sit, & tota inarabilis.
Olaf was niet in staat op Lewis zichzelf en zijn leger te onderhouden, en verzocht zijn broer, hem een betere plaats te schenken waar hij kon leven. Reginald stemde in met een onderhandeling, doch tijdens het gesprek liet hij Olaf gevangennemen en naar Koning Willem I van Schotland sturen. Olaf zat hierop zeven jaar in een Schotse gevangenis. Vóór zijn dood beval Willem echter de vrijlating van alle gevangenen, en toen Olaf was vrijgelaten, keerde hij terug naar Man en ondernam vervolgens een bedevaart naar Santiago de Compostela. Bij zijn terugkeer overreedde Reginald hem, met diens schoonzuster Louan te huwen en opnieuw heer van Lewis te worden. Echter: enkele dagen na het huwelijk bezocht de nieuwe bisschop, die eveneens Reginald heette, het Koninkrijk der Eilanden en betichtte Olaf van incest, aangezien hij Louans nicht menige jaren als concubine had gehad. Onder druk van de bisschop werd dit huwelijk ontbonden, waarop Olaf met Christina huwde, dochter van Ferchar, de earl van Ross. Dit vormde het begin van een intrige.

### Strijd tussen Olaf en Reginald
De vrouw van Reginald, Koning der Eilanden, kon niet verkroppen dat haar zuster van Olaf had moeten scheiden en wakkerde de tweedracht tussen Reginald en Olaf aan. Zij stuurde een brief, die ze als Reginald ondertekende, naar haar zoon Godred, die op Skye verbleef. In deze brief moedigde ze Godred aan, Olaf te doden. Godred verzamelde een leger en plunderde Lewis, maar Olaf kon nog net op tijd ontsnappen en naar zijn schoonvader, de earl van Ross, vluchten. Een van zijn medestanders was Paul, de zoon van Boke, die sheriff van Skye was en een machtig man in het koninkrijk. In Ross sloten Paul en Olaf een vriendschapsverdrag. Ze trokken naar Skye en hielden zich daar enkele dagen schuil, totdat ze vernamen dat Godred zich op Iona ophield en geen bewakers bij zich had. Met vijf boten omsingelden ze het eiland en velden alle manschappen neer. Godred werd blind gemaakt en gecastreerd, echter tegen Olafs wil in. Dit incident greep in 1223 plaats. Het daaropvolgende jaar verdeelden Reginald en Olaf het rijk. Reginald mocht Man behouden, Olaf verkreeg de noordelijke eilanden en inkomsten uit belastingen onder de Manxe bevolking. In de twee volgende jaren zou Reginald pogen, de noordelijke eilanden te heroveren; de Manxmen wilden hier evenwel niets van weten, want ze hadden veel respect voor Olaf. In 1226 kon Olaf Reginald verstoten en Man opnieuw voor zichzelf inwinnen. Twee jaar lang regeerde hij zonder problemen over het herenigde koninkrijk. Tijdens Olafs afwezigheid in 1228 plunderde Reginald het zuidelijke gedeelte van Man, doch hij werd verjaagd. Die winter landde Reginald echter opnieuw op Man en poogde de trouw van de zuidelijke bevolking in te winnen, terwijl Olaf de bewoners van het noorden van Man aan zich bond. De twee broers besloten elkander op de Tynwald te ontmoeten; tijdens de vergadering werd Reginald door enkele „boosaardige mannen” (uiri impii) gedood. Olaf betreurde de dood van zijn broer, maar heeft hem nimmer gewroken. Reginald werd in de Abdij van Furness begraven.
Olaf trok naar het hof van Haakon IV van Noorwegen, die een zekere Ospak, zoon van Owmund, tot koning van Sodor aanstelde, dat wil zeggen van de Hebriden en van Man. Deze man vergezelde Olaf en Godred Don, de zoon van Reginald, op hun terugtocht naar de Eilanden. Ospak wilde echter een kasteel op Bute veroveren en werd ginds met een steen gedood. Daarop verdeelden Olaf en Godred Don het koninkrijk: Olaf kreeg opnieuw Man en Godred de noordelijke eilanden. Godred trok naar Lewis, alwaar hij vermoord werd. Zodoende heerste Olaf wederom alleen over Man en de Eilanden. Koning Olaf overleed op Saint Patrick’s Isle op 21 mei 1237.

### Koning Harald, zoon van Olaf
Harald, zoon van Olaf, besteeg de troon op zijn veertiende en regeerde twaalf jaar. Toen hij naar de Hebriden zeilde, benoemde hij ene Lochlann tot regent. Tijdens een dingvergadering op de Tynwald kwam het tot een gewelddadige confrontatie tussen de vrienden van Lochlann en de bondgenoten van Harald, die vanuit de Hebriden enkele gezanten naar Man had gestuurd. Haralds vriend Joseph werd in het strijdgewoel gedood, en Lochlann pleegde een staatsgreep. De volgende lente landde Harald in Ronaldsway en verjoeg Lochlann naar Wales. Lochlann kwam om toen hij tijdens een schipbreuk zijn pleegzoon trachtte te redden. Anno 1238 werd Harald door Haakon van Noorwegen afgezet, omdat hij weigerde naar het Noorse hof te komen. De Noorse regenten Gospatrick en Gilchrist namen Man over, inden de belastingen voor de Noorse schatkist en sloegen Haralds herhaalde pogingen om terug te keren af. In 1239 moest Harald inbinden en naar het hof van Koning Haakon trekken, alwaar hij uiteindelijk twee jaar verbleef. Haakon en Harald verzoenden zich en de Noorse koning bekrachtigde officieel Haralds heerschappij over Man en de Eilanden. Bij zijn terugkeer in 1242 ontvingen de Manxmen hem vriendelijk; Harald was hierdoor ontroerd en deelde geschenken onder de bevolking uit. Zijn regeerperiode verliep rustig en stabiel, en in 1247 werd hij door Hendrik III van Engeland geridderd. Datzelfde jaar trouwde hij met de dochter van de Noorse koning. Toen Harald op 29 september 1248 (de kroniek gewaagt van 1249, hetgeen echter niet kan kloppen) vanuit Noorwegen terugkeerde met ene Laurence aan boord die bestemd was om de nieuwe bisschop te worden, leed hij schipbreuk nabij de Shetlandeilanden. De koning en zijn gehele entourage verdronken.

### Harald, zoon van Godred Don
Reginald, zoon van Olaf en Haralds broer, besteeg de troon op 6 mei 1249 maar werd reeds op 30 mei in een weide nabij Rushen vermoord door een ridder genaamd Ivar. Hij werd opgevolgd door Harald, zoon van Godred Don. Alexander II van Schotland wilde het koninkrijk Man en de Eilanden onderwerpen, maar stierf aan koorts nabij het eilandje Kerrera. Harald, zoon van Godred Don, installeerde zijn eigen chieftains op Man en verdreef de oude aanhangers van de vorige koning Harald.

#### Wonder van Maria
Het daarna beschreven mirakel van Maria werd luidens de kroniek opgetekend uit de mond van de betrokkene:
Hec sicut ab ore eius didicimus scripsimus.
Donald, een van de chieftains van de oude koning Harald, vluchtte voor de vervolgingen door de nieuwe koning Harald en verschool zich in de Abdij van Rushen, die aan Maria was gewijd. Harald lokte hem naar buiten met de belofte hem geen kwaad te zullen doen, maar liet hem gevangennemen. Tijdens zijn gevangenschap bad Donald tot Maria, en op wonderbaarlijke wijze kwamen zijn ketenen los terwijl twee van zijn drie bewakers hun gevoeg deden. Donald zette het op een lopen, en een van de bewakers, die hem achtervolgde, struikelde over een boomstam en brak zijn been.

### Man wordt Schots
In 1250 werd Harald door de Noorse koning ontboden, die kwaad was omdat hij het koninkrijk had geüsurpeerd. De Noorse koning stuurde Magnus, zoon van Olaf, en Johan, zoon van Dougal, naar Man om het koninkrijk over te nemen. Johan proclameerde zichzelf tot koning der Eilanden, tot groot ongenoegen van de bewoners, die veel liever Magnus als nieuwe koning hadden. De furieuze Johan bracht zijn manschappen op Saint Michael’s Isle in gereedheid om Man aan te vallen. De Manxmen overvielen hen in het geniep en stuurden hun ’s anderendaags een bericht waarin ze stelden dat ze niemand als koning zouden aanvaarden die niet officieel door de Noorse koning was benoemd; zij eisten dat Johan het officiële document zou tonen. Dit weigerde hij resoluut en hij vertrok verontwaardigd. Magnus, zoon van Olaf, kwam in 1252 terug naar Man en werd door de bevolking tot koning uitgeroepen; dit werd in 1254 door Haakon IV van Noorwegen bekrachtigd, die hem, zoals zijn voorvaderen, koning van Man en de Eilanden maakte. Koning Magnus, eveneens door de Engelse koning Hendrik III geridderd, overleed in 1265. Het volgende jaar werd het Koninkrijk van Man en de Eilanden Schots kroonbezit: op 7 oktober 1275 landde Alexander III van Schotland op Man en vocht er een bloedige veldslag uit, waarbij 537 Manxmen gedood werden.

### Aanvulling uit de 14e eeuw
Er volgt een sprong naar 1313, toen Robert the Bruce naar Man trok en Castle Rushen belegerde en innam. In 1316 werd Man geplunderd door Ierse roversbenden onder leiding van ene Johan Mandvil, die de Abdij van Rushen leeghaalden en alle koeien en schapen stalen. In het conflict kwamen ongeveer veertig inwoners van Man om het leven.

## Bisschoppen van Man en de Eilanden
Dit gedeelte van het manuscript biedt in wezen een overzicht van de bisschoppen van Sodor (episcopi ecclesie sodorensis). De kopiist verklaart dat er vele bisschoppen vóór de komst van Godred Crovan waren, maar dat er over hen niets bekend is. Vermelde bisschoppen in chronologische volgorde:
- Hrólfr
- Willem
- Hamond, zoon van Iole (Manxman)
- Gamaliel (Engelsman, begraven te Peterborough)
- Reginald (Noor)
- Christinus (uit Argyll of Orkney (archadiensis); begraven in Bangor)
- Michael (Manxman, †1203, begraven in Fountains Abbey)
- Nicholas (uit Argyll, neef van Koning Olaf, begraven in Bangor)
- Reginald (begraven in de Abdij van Rushen)
- Johannes, zoon van Hefar (omgekomen in een brand; begraven in de Abdij van Jervaulx)
- Simon (uit Argyll, †1248; begon met de bouw van de Sint-Germanuskathedraal)
zes jaar vacant
- Richard (Engelsman, 23 jaar lang bisschop, †1274, begraven in de Abdij van Furness)
- Mark (uit Galloway, 24 jaar lang bisschop, blind, begraven in de Sint-Germanuskerk; werd afgezet maar mocht na drie jaar terugkeren)
- Alan (uit Galloway, †1321, begraven op Bute)
- Gilbert Mac Lelan (uit Galloway, begraven op Bute)
- Bernard (Schot, begraven te Kilwinning)
- Thomas (Schot, 18 jaar lang bisschop, †1348, begraven te Scone; de eerste die belastingen op de haringvisserij hief)
- William Russell (Manxman, †1374, begraven in de Abdij van Furness; gewijd door Paus Clemens VI)
- John Duncan (Manxman; gewijd door Paus Gregorius XI; in 1377 gevangengenomen te Boulogne in Picardië en bevrijd na betaling van 500 mark)

## Limites terrarum monachorum
Van het laatste deel van het manuscript is niet aangetoond dat het door dezelfde kopiisten als de andere monniken geschreven werd. Dit verslag begint op de rectozijde van folio 53 en beschrijft de grens tussen de landerijen van de Abdij van Rushen en de gronden die kroonbezit waren. Het handschrift vermeldt talloze oude namen van heuvels en riviertjes, als zijnde de plaatsen waaromtrent overeengekomen was dat de grens eroverheen liep. De afgrenzing tussen de beide territoria strekte zich zelfs tot in de baai van Sandwick uit. Voorts beschrijft het manuscript nog de grens tussen de gronden van de kerk van Lazaire en de monniken van Myroscough. Uit de aangehaalde plaatsnamen blijkt dat de meeste oorden toentertijd een Germaanse naam droegen, al worden ook sommige plaatsen bij hun Keltische naam genoemd.
De limites werden omstreeks 1280 aan het manuscript toegevoegd. Het is mogelijk dat dit een reactie was op een aanspraak door de priorij van St Bees op enkele landerijen op Man, die Tofthar Asmund worden genoemd, een dorp dat heden ten dage Ballellin heet. In 1302 heeft St Bees deze grond ingepalmd.

## Edities van de kroniek
De oudst bekende druk is die van Camden uit 1586. Drie latere edities hernamen zijn werk, tot de eerste Engelse vertaling door James Johnstone in Antiquitates Celto-Normannicae uit 1786. In de 19e eeuw verschenen vijf uitgaven. Het Manx Museum publiceerde in 1924 een eerste facsimile-editie. De eerste moderne editie verscheen anno 1973 onder de titel Chronicles of the Kings of Mann and the Isles. Recortys Reeaghyn Vannin as ny hEllanin, en was van de hand van George Broderick en Brian Stowell van de faculteit voor Keltische studies van Queen’s University te Belfast.